# Rompecabezas (juego)
Un rompecabezas  es un juego al que se puede jugar solo o acompañado. Consiste en partir de una situación inicial dada o aleatoria y llegar a una situación determinada siguiendo una serie de reglas. Los rompecabezas se pueden encontrar de diferentes formas:
- rompecabezas mecánicos: cubo de Rubik, rompecabezas multipiramidal ;
- juegos de cartas (por ejemplo, el solitario);
- rompecabezas geométricos jugados con piezas: taquin, tangram;
- rompecabezas geométricos que se resuelven con papel y lápiz;
- juegos basados en el material de un juego existente: problema del caballo y problema de las ocho damas basados en las reglas del ajedrez;
- juegos numéricos (criptaritmos, cuadrados mágicos).
- juegos de inteligencia (logigramas)

Algunos rompecabezas tienen poco valor lúdico, pero ofrecen ilustraciones de complejos modelos matemáticos o informáticos. Ejemplo: el enigma de las tres casas o las Torres Combinatorias de Hanói. 

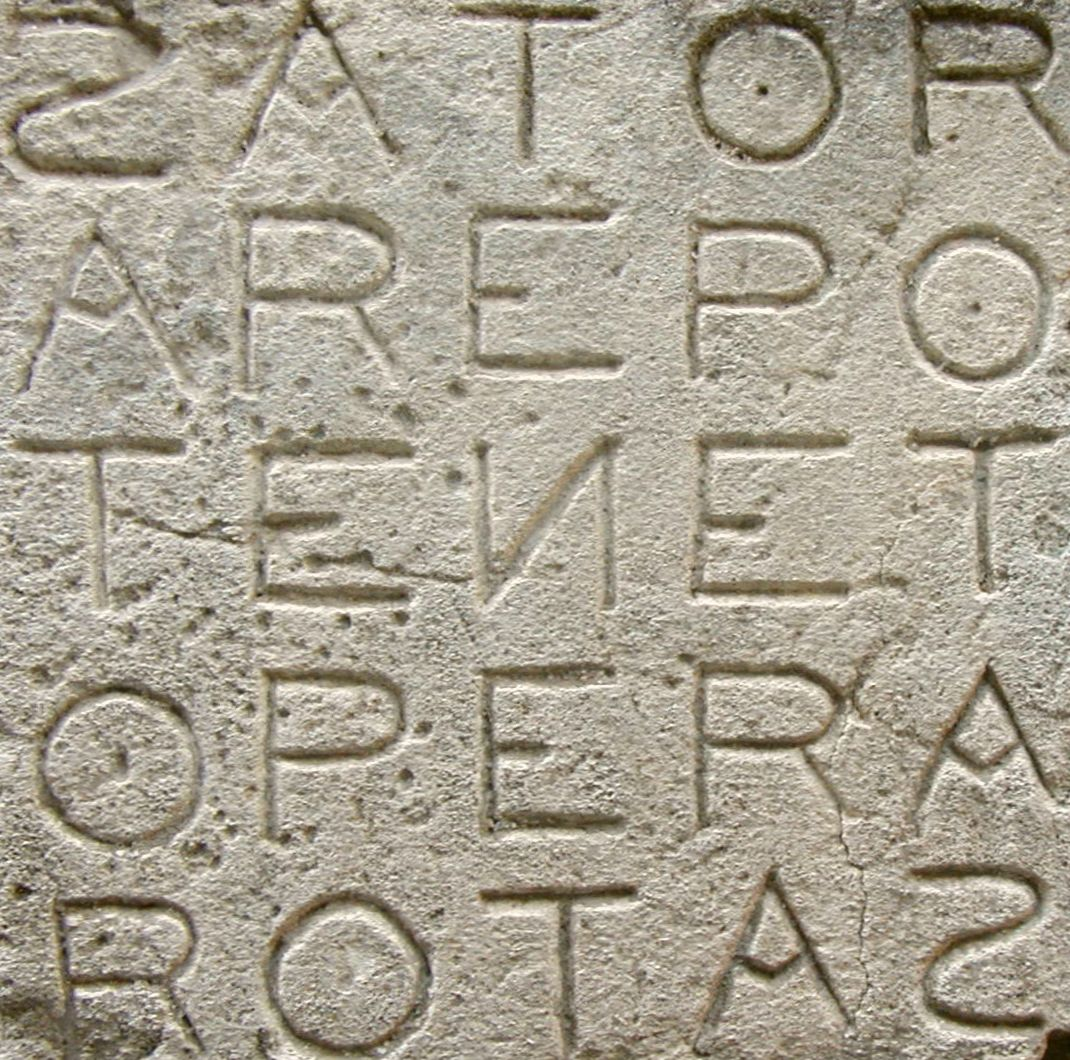
Cuadrado sator, un cuadrado mágico.

Ostomachion.

## Historia de los rompecabezas mecánicos

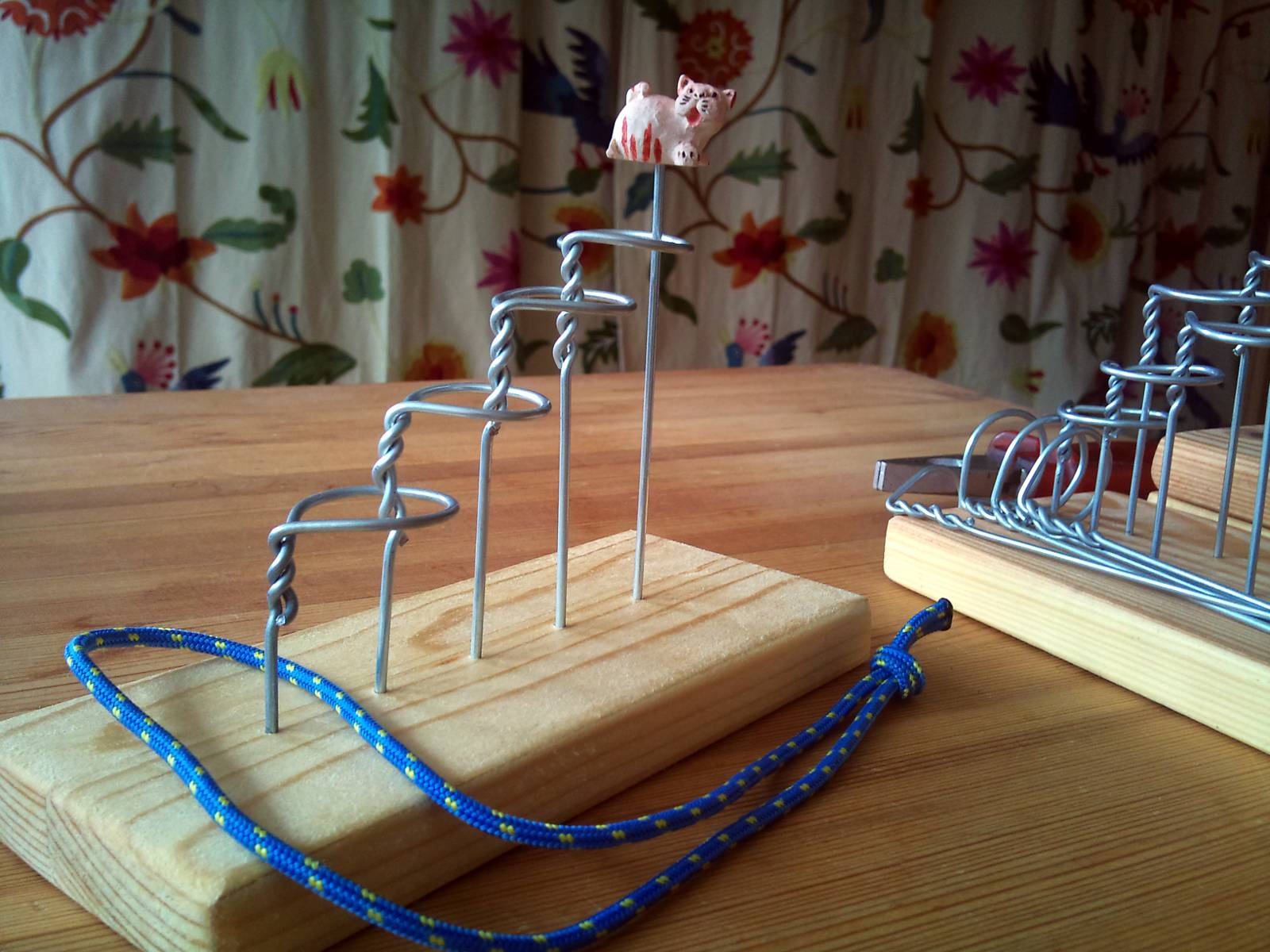
Un ejemplo de un baguenaudier.

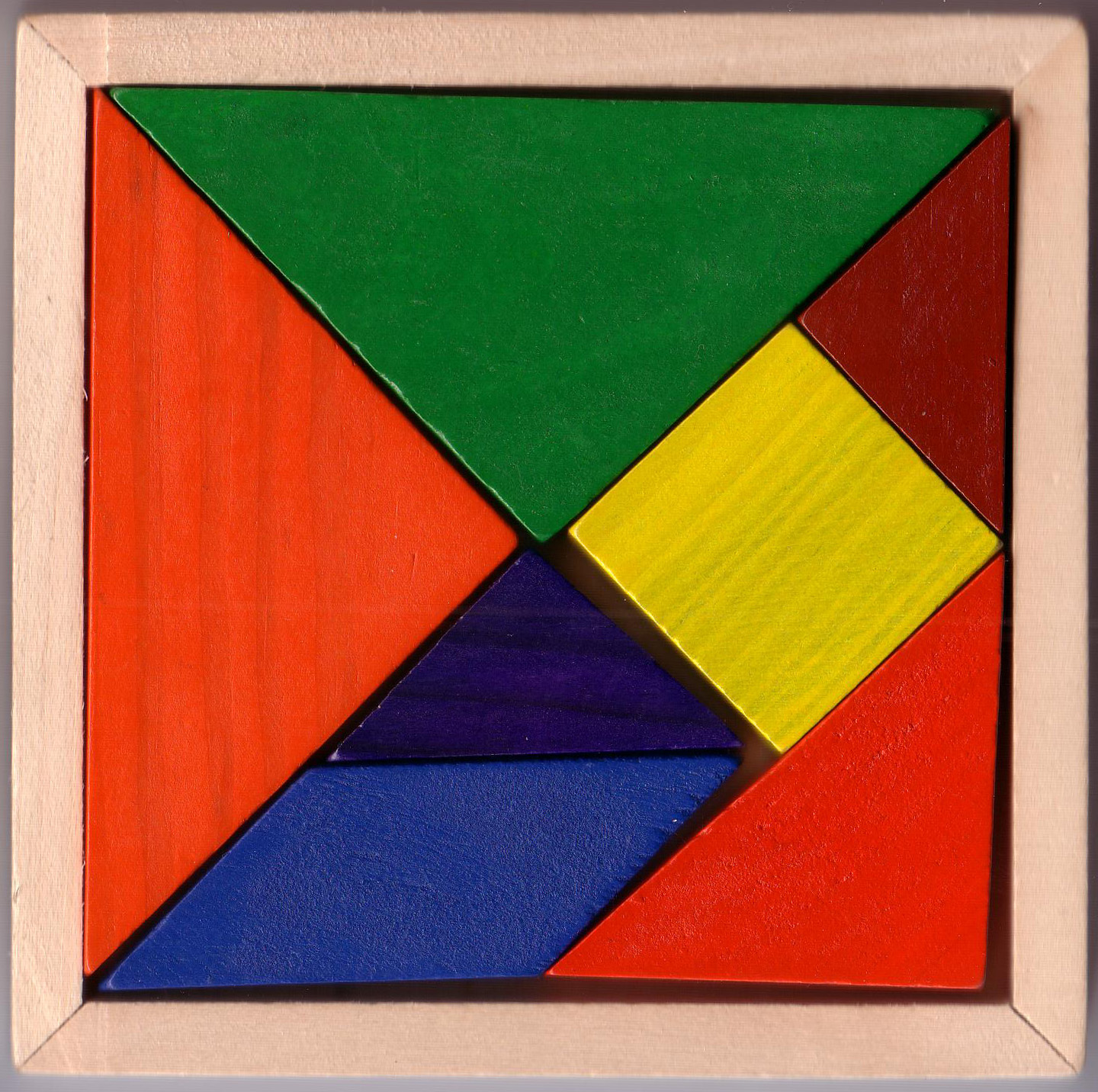
Tangram o tángramo.

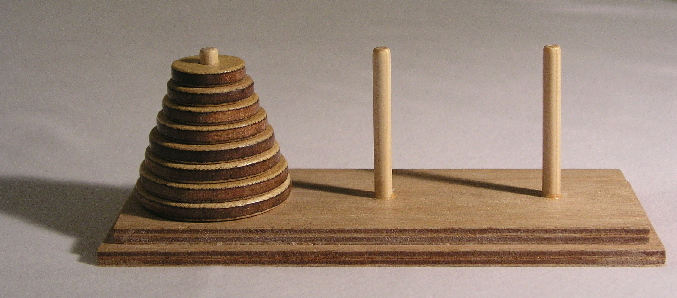
Torres de Hanói.

Pentónimos.

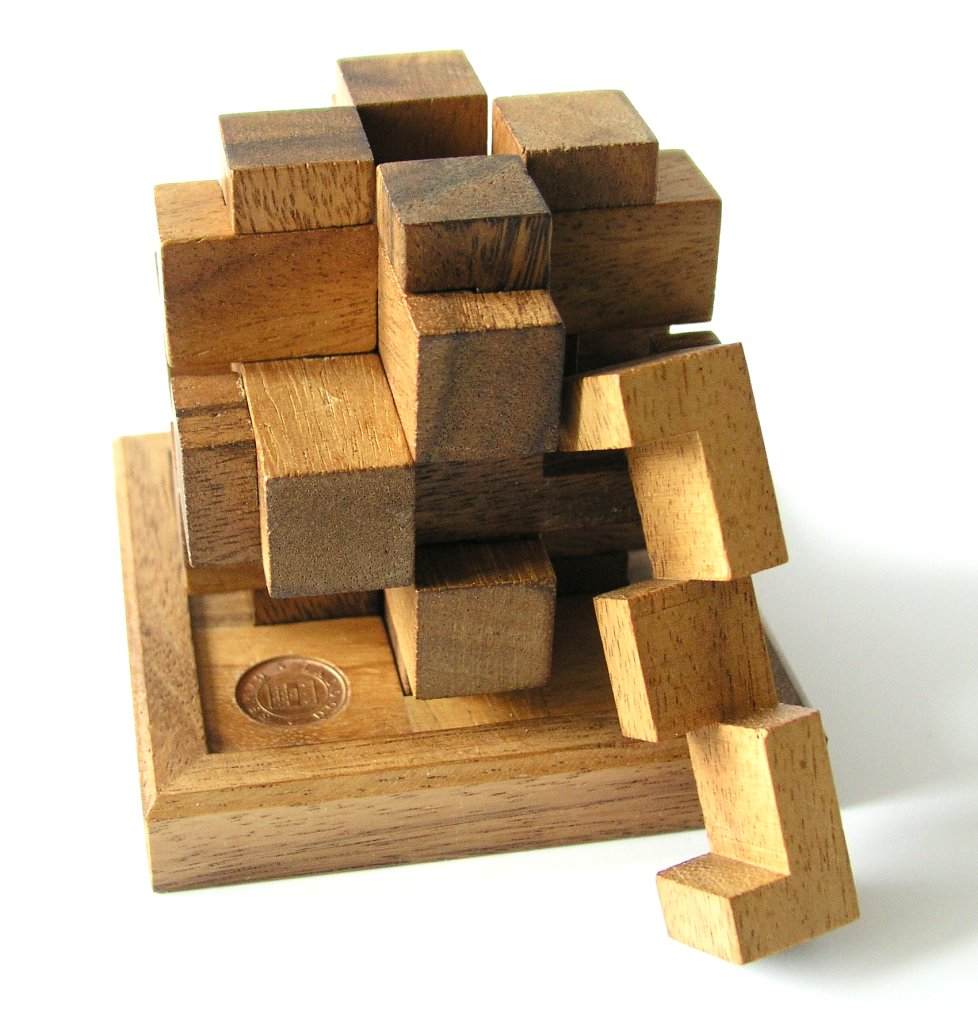
Rompecabezas mecánico concebido por W. Altekruse en 1890.

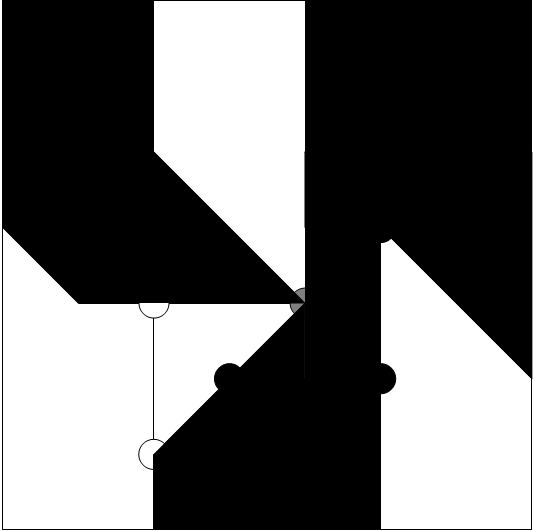
Rompecabezas de vidrieras con cuadrícula resuelta

El rompecabezas mecánico más antiguo conocido tiene su origen en Grecia y data del siglo III. Este juego, el Ostomachion, es un cuadrado dividido en 14 partes que deben ensamblarse para crear diferentes formas. Se cree que el juego del baguenaudier, descrito por Gerolamo Cardano en 1550, tiene su origen en el norte de China. En 1742, en Japón, se menciona en un libro un juego llamado "Sei-gon Shona Chie no-Ita". Hacia 1800, el rompecabezas tangram se hizo popular en China, y 20 años después se extendió por Europa y América. La empresa Richter de Rudolstadt empezó a producir grandes cantidades de juegos con cierto parecido al tangram, las llamadas "piezas Anchor Stone".
Los rompecabezas fueron muy populares a finales del siglo XIX y principios del XX. La primera patente de un rompecabezas se registró durante este periodo.
En Francia, Édouard Lucas describió y analizó varios rompecabezas, entre ellos las Torres de Hanói y el juego de baguenaudier. En 1893, el profesor Hoffman escribió un libro titulado "Viejos y nuevos rompecabezas". Contenía, entre otras cosas, más de 40 rompecabezas con descripciones de mecanismos secretos. Este libro se convirtió en una obra de referencia estándar para los juegos de rompecabezas y se imprimieron copias modernas. El solucionador de problemas estadounidense Sam Loyd estudió el tangram y describió el juego del taquín (1914).
A principios del siglo XX, los rompecabezas experimentaron un ascenso meteórico, marcado por el registro de las primeras patentes. El modelo de W. Altekruse de 1890, compuesto por 12 piezas idénticas, ilustra perfectamente esta tendencia.
Con la invención de materiales fáciles de modelar, como el plástico, creció el abanico de posibilidades de los rompecabezas. El cubo de Rubik, de 1974,  posiblemente el rompecabezas más famoso del mundo, sería más difícil de fabricar sin los polímeros modernos (aunque existe una versión de madera "30 aniversario"). 
El rompecabezas más grande (40.320 piezas) fue fabricado por la empresa alemana de juegos Ravensburger. El rompecabezas más pequeño jamás fabricado fue creado en LaserZentrum Hannover. Tiene sólo cinco milímetros cuadrados, el tamaño de un grano de arena.
Los pasatiempos que se documentaron por primera vez son las adivinanzas. En Europa, la mitología griega produjo acertijos como la Adivinanza de la esfinge. También se produjeron muchos acertijos durante la Edad Media. El libro de Exeter, del siglo X, contiene más de noventa adivinanzas.
A principios del siglo XX, las revistas y los periódicos descubrieron que podían aumentar su número de lectores publicando concursos de rompecabezas, empezando por los crucigramas y, en la actualidad, los sudokus. Los primeros crucigramas que se asemejan a su forma moderna fueron popularizados por el periódico New York World en la década de 1910. Muchas variantes de crucigramas son populares en todo el mundo.

Unas piezas de formas clásicas componentes de un rompecabezas

## Géneros

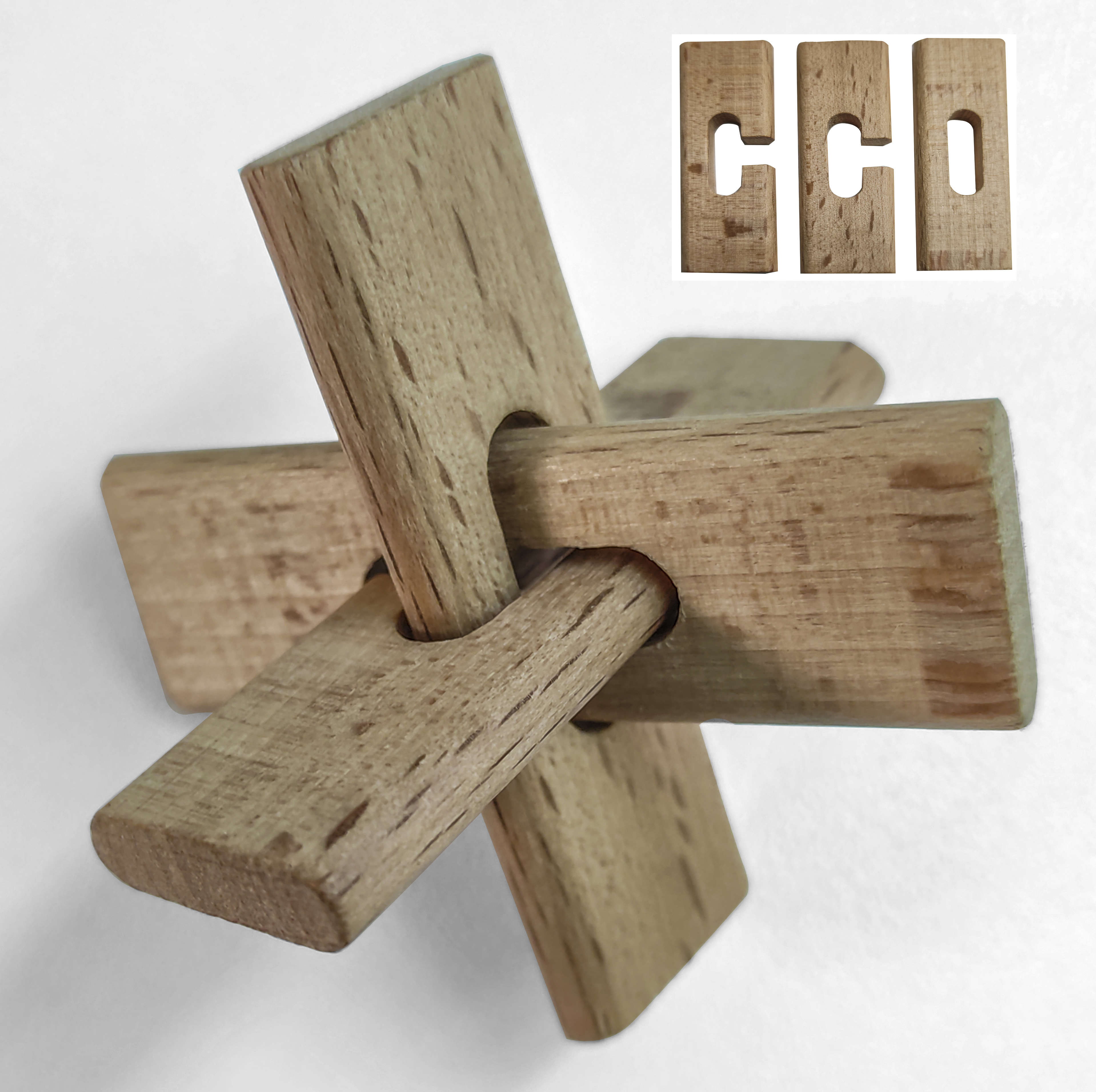
Puzle sencillo de tres piezas

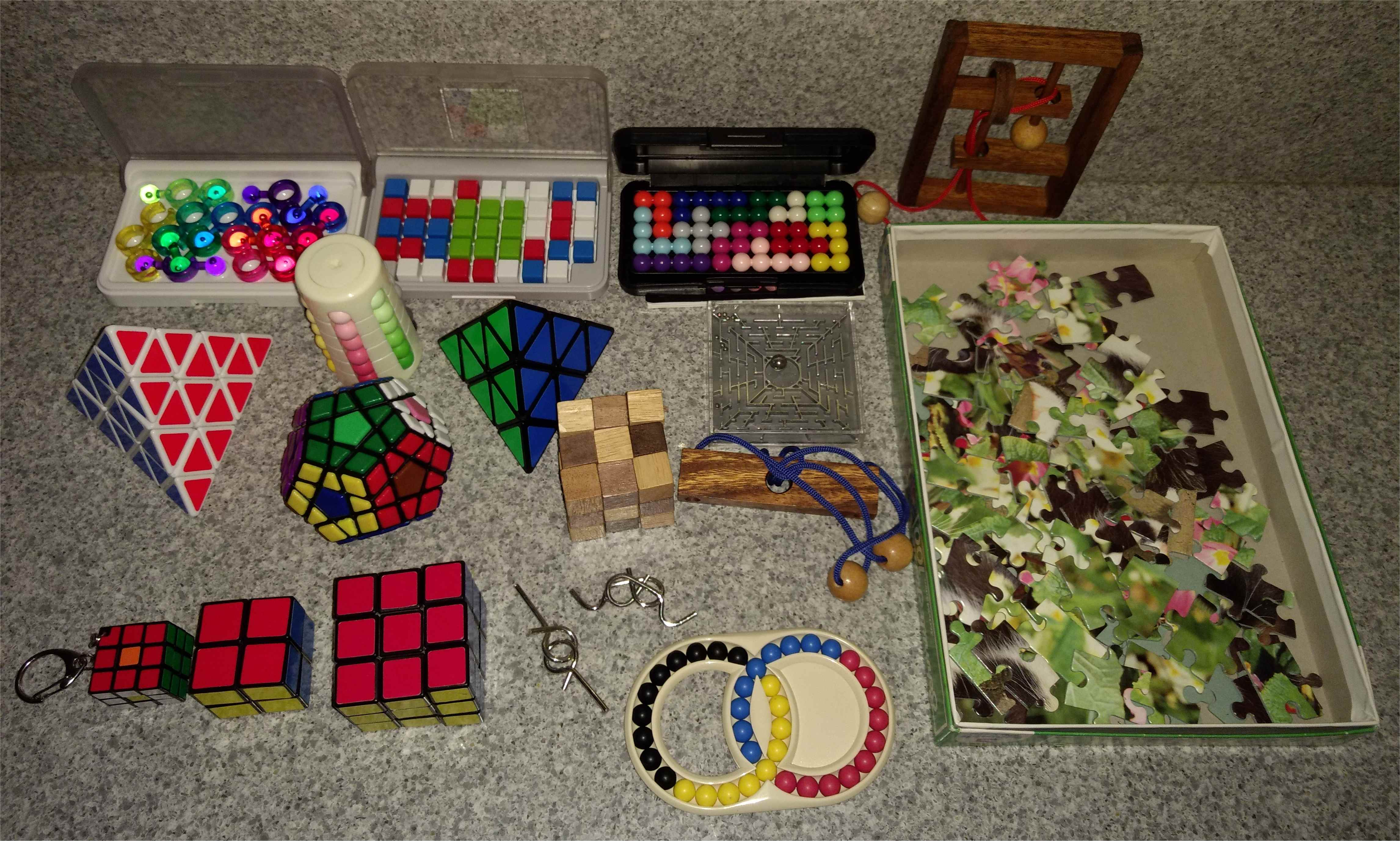
Varios rompecabezas

Los rompecabezas pueden clasificarse en:
- acertijos lógicos, también llamados "rompecabezas de situación"
- rompecabezas matemáticos incluyen el rompecabezas del cuadrado perdido y muchos rompecabezas imposibles - rompecabezas que no tienen solución, como los siete puentes de Königsberg, el problema de las tres tazas, y el problema de los tres servicios
  - Sangaku (tablillas de templos japoneses con rompecabezas geométricos).
- un problema de ajedrez es un rompecabezas que utiliza piezas de ajedrez en un tablero de ajedrez. Ejemplos son el recorrido del caballo y el rompecabezas de las ocho reinas.
- rompecabezas mecánicos o rompecabezas de destreza como el cubo de Rubik y el cubo Soma pueden ser juguetes estimulantes para niños o actividades recreativas para adultos.
  - rompecabezas de combinación como el solitario de picas
  - rompecabezas de construcción como rompecabezas de palitos
  - rompecabezas topológico,
  - rompecabezas mecánico
  - rompecabezas: rompecabezas 3D es una variante tridimensional de este tipo.
  - rompecabezas de cerraduras
  - una caja rompecabezas puede utilizarse para esconder algo: joyas, por ejemplo.
  - rompecabezas deslizantes (también llamados rompecabezas de fichas deslizantes) como el juego del 15 y el sokoban
  - rompecabezas de piezas planas como el tangram
  - Torres de Hanói
- metarompecabezas son rompecabezas que unen elementos de otros rompecabezas.
- juego de lápiz y papel como Uncle Art's Funland, conecta los puntos, y nonogramas
  - También los rompecabezas de lógica publicados por Nikoli: sudoku, slitherlink, kakuro, fillomino, hashiwokakero, heyawake, hitori, light up, masyu, enlace numérico, nurikabe, efecto ondulación, shikaku y kuromasu.
- Busca las diferencias
- rompecabezas de recorridos como un laberinto
- sopas de letras, incluidos anagramas, cifras, crucigramas, el ahorcado (juego) y sopas de letras. Las sopas de letras digitales y de mesa son bananagrams, boggle, bonza, dabble, letterpress (videojuego), perquackey, puzzlage, quiddler, ruzzle, scrabble, upwords, wordspot y words with friends. wheel of fortune (programa de juegos estadounidense) es un programa de juegos centrado en una sopa de letras.
- jeroglíficos
- videojuegos de rompecabezas
  - videojuego de emparejar fichas
  - juego de plataformas
  - juego de aventuras
  - juego de objetos ocultos
  - buscaminas

## Creadores de rompecabezas
Algunos creadores de rompecabezas notables son:
- Ernő Rubik
- Sam Loyd
- Henry Dudeney
- Pedro Ocón de Oro
- Boris Kordemsky
- David J. Bodycombe
- Will Shortz, editor de crucigramas del The New York Times
- Oskar van Deventer
- Lloyd King
- Martin Gardner
- Raymond Smullyan

## Resolución de acertijos
La resolución de acertijos a menudo requiere el reconocimiento de patrones y la adherencia a un orden específico. Las personas con un alto nivel de razonamiento inductivo pueden ser mejores resolviendo este tipo de acertijos que otras. Sin embargo, los acertijos basados en la indagación y el descubrimiento pueden ser resueltos con mayor facilidad por quienes tienen buenas habilidades de deducción. Algunos acertijos matemáticos requieren la convención de arriba abajo para evitar la ambigüedad en el orden de las operaciones. Por ejemplo en el sudoku, en el requisito de que los números aparezcan solo una vez, comenzando de arriba abajo.